# رقم الضبط في مكتبة الكونغرس
رقم الضبط في مكتبة الكونغرس المعروفة بالرموز LCCN هو نظام يعتمد الأرقام المتسلسلة لفهرسة الكتب في مكتبة الكونغرس.
وهو غير مرتبط بنظام تصنيف مكتبة الكونغرس.

## المصدر
1. 1 2   http://www.loc.gov/marc/lccn_structure.html. اطلع عليه بتاريخ 2020-03-02. {{استشهاد ويب}}: |url= بحاجة لعنوان (مساعدة) والوسيط |title= غير موجود أو فارغ (من ويكي بيانات) (مساعدة)
2. ↑  Library of Congress Control Number (LCCN) نسخة محفوظة 04 مارس 2016 على موقع واي باك مشين.